# Ocotea argentea
Ocotea argentea är en lagerväxtart som beskrevs av Carl Christian Mez. Ocotea argentea ingår i släktet Ocotea och familjen lagerväxter. Inga underarter finns listade i Catalogue of Life.